# Andreas Obersteller
Andreas Obersteller (* 3. September 1953 in Wentorf bei Hamburg; † 30. September 2023 in Berlin) war ein deutscher Ministerialbeamter. Er war ab 2017 Präsident des Bundesamts für Wirtschaft und Ausfuhrkontrolle. Mit Wirkung vom 1. Juni 2019 ging er in den Ruhestand.

## Leben und Beruf
Nach dem Abitur begann Obersteller 1974 ein Studium der Wirtschaftswissenschaft an der Universität Augsburg, das er 1978 als Diplomökonom beendete. Anschließend war er als wissenschaftlicher Mitarbeiter zunächst am Institut für Volkswirtschaftslehre der Universität Augsburg und ab 1981 am Rheinisch-Westfälischen Institut für Wirtschaftsforschung in Essen tätig. 1986 wechselte er als Referent in das Grundsatzreferat des Ministeriums für Wirtschaft, Mittelstand und Technologie des Landes Nordrhein-Westfalen.
Von 1987 bis 1994 arbeitete Obersteller für die nordrhein-westfälische SPD-Landtagsfraktion als Referent für Wirtschafts- und Energiepolitik sowie als Büroleiter des Fraktionsvorsitzenden Friedhelm Farthmann. 1994 übernahm er die Leitung des Ministerbüros des Ministers für Umwelt, Raumordnung und Landwirtschaft Klaus Matthiesen (SPD).
Bei der Landtagswahl in Nordrhein-Westfalen 1995 verlor die SPD ihre absolute Mehrheit und ging eine Koalition mit Bündnis 90/Die Grünen ein. Die Leitung des Umweltministeriums wurde dabei von Bärbel Höhn übernommen. Klaus Matthiesen schied als Minister aus dem Amt und wurde zum Vorsitzenden der SPD-Landtagsfraktion gewählt. Obersteller verließ daher ebenfalls das Umweltministerium und wurde Matthiesens Büroleiter.
Nach dem Tod von Klaus Matthiesen im Dezember 1998 übernahm Obersteller 1999 die Leitung der Gruppe Energieversorgung, Kohle, Bergbau im Ministerium für Wirtschaft und Mittelstand, Energie und Verkehr des Landes Nordrhein-Westfalen. 2003 wurde er Leiter der Unterabteilung Nachhaltige Energieversorgung, Energieeffizienz, Erneuerbare Energien, Kohle, Bergbau, mineralische Rohstoffe im Bundesministerium für Wirtschaft und Arbeit (ab 2005: Wirtschaft und Technologie). 2008 übernahm er dort die Leitung der Unterabteilung für EU-Mitgliedstaaten und sonstige europäische Länder, EU-Binnenmarkt.
Im Februar 2017 wurde Obersteller von Bundeswirtschaftsministerin Brigitte Zypries (SPD) zum Präsidenten des Bundesamts für Wirtschaft und Ausfuhrkontrolle ernannt. Er ging mit Wirkung zum 1. Juni 2019 in den Ruhestand.
Er verstarb am 30. September 2023 in Berlin.